# Jack Kehoe
Jack Kehoe (New York, 1934. november 21. – Los Angeles, 2020. január 14.) amerikai színész.

## Filmjei
- A banda, amelyik nem tudott jól lőni (The Gang That Couldn't Shoot Straight) (1971)
- Eddie Coyle barátai (The Friends of Eddie Coyle) (1973)
- Serpico (1973)
- A nagy balhé (The Sting) (1973)
- Law and Disorder (1974)
- Retkes verdák rémei (Car Wash) (1976)
- The Fish That Saved Pittsburgh (1979)
- On the Nickel (1980)
- Melvin és Howard (Melvin and Howard) (1980)
- Vörösök (Reds) (1981)
- The Ballad of Gregorio Cortez (1982)
- A törvény ökle (The Star Chamber) (1983)
- Two of a Kind (1983)
- Az alvilág pápája (The Pope of Greenwich Village) (1984)
- Szabadnak születtek (The Wild Life) (1984)
- The Killers (1984)
- A fenyvesi lúd repülése (Flight of the Spruce Goose) (1986)
- The Little Sister (1986)
- Aki legyőzte Al Caponét (The Untouchables) (1987)
- Holtan érkezett (D.O.A.) (1988)
- Éjszakai rohanás (Midnight Run) (1988)
- Dick Tracy (1990)
- A vadnyugat fiai 2. (Young Guns II) (1990)
- A szürkület szolgái (Servants of Twilight) (1991)
- Összeomlás (Falling Down) (1993)
- Lapzárta (The Paper) (1994)
- Harry evangéliuma (Gospel According to Harry) (1994)
- Játsz/ma (The Game) (1997)